# Sancho Nunes de Barbosa
Sancho Nunes de Barbosa (ou Sancho Nunes II de Celanova)  (Antes de 1140-depois de 1169), foi um rico-homem português que, com o dote de casamento da sua mulher, herda a Quinta de Barbosa, junto ao Mosteiro de Paço de Sousa.

## Biografia
Sancho Nunes era filho (possivelmente o único) de D. Nuno Sanches de Celanova. Em 1155, aparece pela primeira vez na documentação como governador da terra de Tarouca, a confirmar o couto de Argeriz para uma tia da esposa, e uma doação ao Mosteiro de Salzedas, dessa mesma dona. Em 1158, aparece como tenente de Lafões, em cujas termas, hoje São Pedro do Sul, o rei costumava repousar. Em 1162 está presente em S. Cruz de Coimbra à grande doação régia a este mosteiro. Depois disto, desaparece da documentação. O seu casamento com Teresa Mendes de Ribadouro aportou-lhe a  quinta de Barbosa, fundada pelo sogro, Mem Moniz de Ribadouro enquanto tenente de Penafiel, a partir dos bens de uns herdadores que, tendo praticado homicídio, fugiram à justiça.

## Matrimónio e descendência
D. Sancho desposou D. Teresa Mendes de Ribadouro. Foram os pais de Nuno Sanches, Senhor de Barbosa.